# Millidium minutissimum
Millidium minutissimum är en skalbaggsart som först beskrevs av Sven Ingemar Ljungh 1804.  Millidium minutissimum ingår i släktet Millidium, och familjen fjädervingar. Arten är reproducerande i Sverige.